# Тэрудзуки (эсминец, 1941)
«Тэрудзуки» (яп. 照月, «Сияющая Луна») — японский эскадренный миноносец времён Второй Мировой войны типа «Акидзуки».

## Строительство
Корпус корабля был заложен 13 ноября 1940 года на верфи «Мицубиси» в Нагасаки. Спущен на воду 21 ноября 1941 года, вступил в строй 31 августа 1942 года. Стал вторым эсминцем этого типа, принадлежа к первой серии (подтип «Акидзуки»).

## История службы
8—30 сентября 1942 года «Тэрудзуки» совершил учебный поход, а 7 октября вместе с однотипным «Акидзуки» был зачислен в состав новообразованного 61-го дивизиона эскадренных миноносцев. 10—14 октября эсминец перешёл из Йокосуки на Трук.
«Тэрудзуки» принял участие в сражении у островов Санта-Крус. 25 и утром 26 октября он сопровождал тяжёлый крейсер «Тонэ», находясь вдали от авианосного соединения адмирала Нагумо. Вечером того же дня вместе с эсминцами «Хацукадзэ» и «Майкадзэ» он был придан эскортом к повреждённым авианосцам «Сёкаку» и «Дзуйхо», уходящим на Трук. Ночью группа кораблей была атакована американскими летающими лодками PBY «Каталина», и единственным их достижением стало повреждение «Тэрудзуки»: шедшая прямо на него авиаторпеда взорвалась преждевременно, накрыв его осколками и убив 7 членов экипажа на палубе. 29 октября соединение пришло на Трук, и эсминец встал там на ремонт.

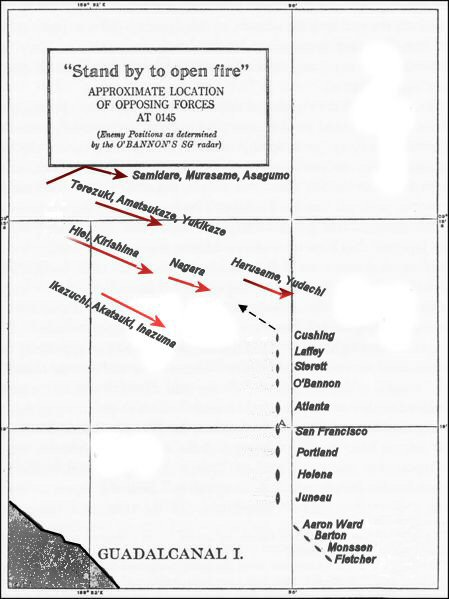
Положение японских и американских кораблей перед боем в проливе Железное дно в ночь на 13 ноября 1942 года

9 ноября «Тэрудзуки» вышел в море вместе с другими кораблями 2-го флота, направляясь к острову Шортленд. В ночь на 13 ноября началась цепочка боёв в воздухе и на море, известная как морское сражение за Гуадалканал. В первом из них (бой в проливе Железное дно) «Тэрудзуки» находился в левой колонне соединения адмирала Абэ и сразу же принял участие в торпедной атаке на американские корабли, приведшей к потоплению эсминца «Лэффи» и повреждениям крейсеров «Портленд» и «Джуно». Через 15 минут после начала сражения он же обнаружил и расстрелял из орудий потерявший ход эсминец «Кашинг». Утром 13 ноября «Тэрудзуки» вместе с другими эсминцами подошёл к находившемуся у северного берега острова Саво флагманскому линкору «Хиэй», из-за полученных в ходе сражения повреждений потерявшему ход. Несмотря на зенитное прикрытие эскорта, под непрерывными атаками американской авиации линкор вечером был потоплен. В ходе второго боя, начавшегося у острова Саво вечером 14 ноября, «Тэрудзуки» участвовал в торпедных атаках на американское соединение, а утром 15-го принял на борт около 300 выживших членов экипажа потопленного линкора «Кирисима». 18 ноября эсминец вернулся на Трук.
5 декабря «Тэрудзуки» перешёл к Шортленду. 7 декабря он был передан в состав 2-й эскадры эсминцев, став её флагманским кораблём, и в этот же день вместе с остальной эскадрой и транспортами вышел в рейс «Токийского экспресса», направляясь к Гуадалканалу. Из-за атак американских пикирующих бомбардировщиков и торпедных катеров конвой вынужден был вернуться на следующий день.
10 декабря эскадра снова вышла в море, на этот раз флаг на «Тэрудзуки» держал сам её командующий адмирал Райдзо Танака (в первом выходе его обязанности исполнял командир 15-го дивизиона Торадзиро Сато). Конвой благополучно отразил налёт (из 27 американских самолётов два было сбито) и к вечеру 11-го достиг мыса Эсперанс, выгрузив на берег 1200 контейнеров, которые перевозил. Однако уже уходящие японские корабли были атакованы торпедными катерами PT-37 и PT-40, которые смогли прорваться и поразить флагман двумя торпедами. «Тэрудзуки» остался на плаву (при взрыве торпед погибло 9 членов экипажа), однако его повреждения были критичными, на борту начался сильный пожар. Подошедший эсминец «Наганами» снял 56 человек (включая адмирала Танака и его штаб), а «Араси» ещё 140. Из-за продолжавшихся атак американских торпедных катеров завершить эвакуацию полностью не удалось, конвой ушёл к Шортленду, и оставшиеся 156 членов экипажа во главе с командиром эсминца Орита добирались до берега на плавсредствах. В 4-40 на «Тэрудзуки» сдетонировали кормовые погреба и боекомплект глубинных бомб, и он скрылся под водой.
15 января 1943 года «Тэрудзуки» был исключён из списков флота.

## Командиры
20.7.1942 — 12.12.1942 капитан 2 ранга (тюса) Цунэо Орита (яп. 折田常雄).